# Emancipation Memorial
L'Emancipation Memorial, noto anche come Freedman’s Memorial o Emancipation Group e talvolta denominato "Lincoln Memorial" prima che venisse costruito l'omonimo Lincoln Memorial a perenne commemorazione, è un monumento situato al Lincoln Park nel quartiere di Capitol Hill della capitale degli Stati Uniti d'America Washington.
Progettato e scolpito da Thomas Ball ed eretto nel 1876, raffigura il 16° presidente degli Stati Uniti d'America Abraham Lincoln nel suo ruolo di "Grande emancipatore" mentre libera uno schiavo afroamericano maschio modellato da Archer Alexander. L'ex schiavo è raffigurato su un ginocchio, con un pugno chiuso, a torso nudo e incatenato ai piedi del presidente.
La statua originariamente si affacciava ad Ovest verso il Campidoglio fino a quando fu girata in direzione Est nel 1974 per poter mettersi di fronte al nuovo memoriale appena innalzato in onore a Mary McLeod Bethune.
L'opera è stata a lungo oggetto di controversie. Secondo le informazioni della American University: Se c'è un monumento sullo schiavismo le cui origini sono altamente politiche, il memoriale del Freedman è proprio questo. Il processo di sviluppo di questo memoriale iniziò immediatamente dopo l'assassinio di Abraham Lincoln e terminò, abbastanza appropriatamente, verso la fine dell'Era della Ricostruzione nel 1876. Sotto molti aspetti, esemplificò e rifletté le speranze, i sogni, l'impegno e i fallimenti definitivi della ricostruzione.
Nonostante sia stato pagato dagli afroamericani lo storico Kirk Savage nel 1997 lo ha condannato come "un monumento radicato e perpetuante l'ideologia del razzismo" a causa della posizione supplicante e inferiore della figura nera.
La statua è uno dei memoriali e monumenti unionisti che contribuisce al ricordo della guerra di secessione americana a Washington D.C.; è parte del National Register of Historic Places.